# Vardaghbyur
Vardaghbyur (en arménien Վարդաղբյուր) est une communauté rurale du marz de Shirak en Arménie. En 2008, elle compte 103 habitants.